# Hydrangeocola espinosai
Hydrangeocola espinosai är en stekelart som beskrevs av Juan Brèthes 1927. Hydrangeocola espinosai ingår i släktet Hydrangeocola och familjen bracksteklar. Inga underarter finns listade i Catalogue of Life.